# Laurent Leroy
Pour les articles homonymes, voir Leroy.
Laurent Leroy, né à Saint-Saulve (Nord) le 16 avril 1976, est un footballeur français.

## Biographie
Après avoir débuté à Valenciennes en Division 2 puis en National 1, Laurent Leroy intègre l'AS Cannes et découvre la Division 1. Là, il se distingue en marquant d'une bicyclette à plusieurs reprises et acquiert le surnom de « Leroy de la bicyclette ». Ses buts sont d'ailleurs très bien classés dans la rubrique Top But de l'émission Téléfoot.
Après deux saisons à l'AS Cannes, il est recruté par Charles Biétry au PSG à l'été 1998 mais ne parvient pas à accrocher une place de titulaire dans un club alors en pleine crise. Prêté alors au Servette de Genève une saison, il revient  en juillet 1999 et joue un rôle de joker derrière le duo Christian-Madar. Il profite durant l'hiver de la blessure de ce dernier pour gagner du temps de jeu et saisit parfaitement sa chance : il réalise de grosses performances et participe à la qualification du club pour la Ligue des Champions.
Il réussit certainement sa meilleure prestation lors du match de Ligue des champions Deportivo La Corogne - PSG en 2001. Durant ce match, le PSG, bien que largement dominé, maintient tant bien que mal son but vierge pendant une heure et procède en contre. C'est ainsi que Jay-Jay Okocha ouvre le score pour le club parisien sur une frappe détournée. Vient ensuite le « chef-d'œuvre » de Laurent Leroy. Acculé le long de la ligne de touche, il dribble la moitié de la défense adverse avant d'adresser, de l'entrée de la surface de réparation, un tir qui finit dans la lucarne opposée. Laurent Leroy marquera une seconde fois, mais il ne pourra empêcher l'irrésistible remontée du Deportivo qui inscrira quatre buts dans la dernière demi-heure, remportant ainsi le match par 4 buts à 3.
Pourtant régulièrement utilisé par Luis Fernandez malgré la forte concurrence (Anelka, Christian, Robert, Ogbeche), il est victime de deux grosses blessures à 6 mois d'intervalle (en avril 2001 à Lyon et en janvier 2002 au Parc contre Monaco). Il ne reviendra jamais à son meilleur niveau et quitte le club lors du ménage effectué par Vahid Halilhodžić en juillet 2003.
Il est testé par le Levski Sofia pendant le mercato de la saison 2007-2008, club dans lequel évolue aussi le français Cédric Bardon. Mais, hors de forme, il n'est pas conservé. En 2007, il signe en CFA 2 au Stade raphaëlois. Mais ne jouant que très peu, il s'engage pour la saison 2009-2010 en faveur du RC Grasse en CFA 2, où il jouera deux saisons.
En août 2011, il s'engage dans l'équipe amateur de l'US Pégomas (Alpes-Maritimes). Il jouera jusqu'en mars 2012, où il deviendra entraîneur de l'équipe senior.
Marié à Nadia Mondino en 2022, il vit actuellement à Cannes. 

## Carrière
- 1993-1996 : Valenciennes FC  France
- 1996-1998 : AS Cannes  France
- 1998-2003 : Paris SG  France
  - 1999 : Servette FC  Suisse (prêt)
- 2003 : ES Troyes AC  France
- 2003-2004 : Neuchâtel Xamax  Suisse
- 2004-2005 : AS Cannes  France
- 2005 : Girondins de Bordeaux  France
- 2005-2006 : US Créteil-Lusitanos  France
- 2006- déc. 2006 : sans club
- déc. 2006- mars 2007 : Levski Sofia  Bulgarie
- mars 2007- mai 2007 : Shanghai Shenhua  Chine
- sept. 2007- mai 2009 : Stade raphaëlois  France
- juin 2009- juin 2011 : RC Grasse  France
- août 2011-2012 : US Pégomas  France[1]

## Palmarès
- Champion de Suisse en 1999 avec le Servette FC
- Vice-champion de France en 2000 avec le Paris SG
- Finaliste de la Coupe de la Ligue en 2000 avec le Paris SG

## Statistiques
- 1er match en Division 1 : AS Cannes- PSG (0-1), le 15 septembre 1996
- 119 matchs et 18 buts en Division 1/Ligue 1
- 16 matchs et 2 buts en Division 2/Ligue 2
- 11 matchs et 4 buts en Ligue des Champions
- 7 matchs et 2 buts en Coupe de l'UEFA